# 김귀영
김귀영(1520년 ~ 1593년)은 조선 중기의 문신이다. 본관은 상주, 자는 현경, 호는 동원이다. 선조 때 좌의정을 지냈다.

## 생애
중종 35년인 1540년에 진사시에 합격을 했고 명종 2년인 1547년에 문과에 급제하였다. 이후 1549년에 예문관대교로 임명되어 중종실록 편찬에 참여하였고 이후 정자로 옮겼다가 1550년에 홍문관저작, 박사, 1551년에 부수찬, 사간원정언을 거쳐 다시 홍문관부수찬에 부임했으며 1552년에 다시 사간원정언이 되었다. 1553년에 홍문관수찬, 정언, 그리고 다시 부수찬을 거쳐서 1555년에는 이조좌랑을 했고 이 때 을묘왜변이 일어나자 도순찰사 이준경의 종사관이 되어서 광주에 갔다가 돌아와서 이조정랑이 되었다. 이후 1556년에는 의정부검상으로 옮겨서 문사낭청을 겸하고 사헌부집의로 제수된 뒤에는 명나라에서 사신이 오자 예관으로 활약했다. 1557년에 시강원보덕으로 옮겼다가 1558년에 홍문관전한을 거쳐서 동부승지로 제수되면서 당상관에 올랐다. 이후 참찬관을 겸하면서 경연에서 경기 내의 농민 생활 안정을 강조하기도 했으며 우부승지를 거쳐 1559년에는 이조참의에 제수되고 다시 우부승지를 거쳐서 1560년에는 한성부우윤으로 승차하였다. 1561년에는 춘천부사로 외직에 나갔고 1563년에는 대호군에 제수되었다가 1564년에는 사헌부대사헌에 제수되어서 대간의 수장 반열에 올랐다. 이후 용양위상호군으로 전직되었다가 홍문관부제학, 사간원대사간, 다시 홍문관부제학을 하면서 군주의 공명정대한 처신 문제와 윤원형 첩자의 허통 문제에 관한 활발한 언론 활동을 전개했다. 이후 1565년에 윤원형이 몰락하자 동지성균관사를 겸하면서 윤원형을 죄주는 일에 동참했고 선조 즉위 후 1568년에는 도승지를 거쳐서 예조판서에 올랐다. 이후 대사헌을 하다가 1569년에 다시 예조판서가 되었고 1570년에는 대사헌으로 다시 옮긴 뒤에 특진관을 겸하였다. 1572년에는 병조판서가 되었고 1573년에 지경연사와 대제학과 지의금부사를 겸했다. 이후 이조판서로 제수되었고 계속 대제학, 지경연사를 겸하다가 1575년에 다시 병조판서에 임명되었다. 1577년에는 다시 예조판서를 제수받고 대제학을 겸했으며 1580년에는 우찬성으로 독권관을 겸했다. 이후 1581년에 우의정을 거쳐서 1583년에는 좌의정에 올랐다. 좌의정에서 물러난 뒤 판중추부사, 영중추부사를 했고 1589년 당시에는 정여립의 모반사건 처리에 공이 있어서 평난공신 2등에 책록되었으며 상락부원군에 봉해진 뒤 기로소에 들어갔으나 조헌의 탄핵으로 사직을 했다. 1592년에 임진왜란이 일어나서 천도논의가 있자 김귀영은 한성을 지키고 명나라의 원조를 기다리자고 주장했다. 결국 천도가 결정되자 윤탁연과 함께 임해군을 모시고 함경도로 피난했다가 회령에서 국경인의 반란으로 왜장 가토 기요마사에 의해 포로가 되었다. 이후 임해군을 보호하지 못한 책임으로 관작을 삭탈당하고 이어 다시 풀려난 뒤 가토의 강요에 의해 강화를 요구받는 글을 받기 위해 행재소에 갔다가 사헌부와 사간원의 탄핵을 받고 추국을 당한 뒤 회령으로 유배가던 중에 도중에 죽었다. 이후 숙종 때 영의정 허적의 건의로 신원되었다.